# Список правителів Фландрії

Герб графів Фландрських

Правителі Фландрії — феодальні володарі Фландрського графства. Графство постало 862 році, коли король західних франків Карл II Лисий передав область на захід від Шельди своєму зятю Балдуїну Залізній Руці, який став першим маркграфом Фландрії. Його нащадки з різних династій правили Фландрією до Французької революції. Правителі з XII століття носили титул графа Фландрського (лат. Comes Flandriensis). Первинно вони були васалами королів Франції, допоки у 1526 році Франциск I не поступився сюзеренітетом над Фландрією імператору Священної Римської імперії. У 1405 році Фландрія увійшла до складу володінь Бургундської держави й разом із ними у 1482 році була успадкована Габсбургами. Під владою останніх країна лишалась до 1790 року. Під час Великої французької революції Фландрію було анексовано Францією, а з 1815 до 1830 року перебувала у складі королівства Нідерландів. З 1831 року Фландрія входить до складу Бельгії, а титул графа Фландрського носять молодші діти бельгійських королів.

## Фландрський дім (Бодуеніди)
- 864—879 : Балдуїн I Залізна Рука (пом. 879), граф Арраса з 862 року;
- 879—918 : Балдуїн II Лисий (бл. 863—918), син попереднього;
- 918—964 : Арнульф I Старший (бл. 888—964), син попереднього;
- 958—962 : Балдуїн III Юний (бл. 940—961), син попереднього;
- 965—988 : Арнульф II Молодший (бл. 961—988), син попереднього;
- 988—1035 : Балдуїн IV Бородатий (бл. 980—1035), син попереднього;
- 1035—1067 : Балдуїн V Благочестивий (бл. 1012—1067), син попереднього;
- 1067—1070 : Балдуїн VI де Монс (бл. 1030—1070), граф Еноський з 1051 року, син попереднього;
- 1070—1071 : Арнульф III Нещасливий (бл. 1055—1071), син попереднього;
- 1071—1093 : Роберт I Фризький (бл. 1031—1093), регент Голландcького графства  у 1063, син Балдуїна V;
- 1093—1111 : Роберт II Єрусалимський (бл. 1065—1111), син попереднього;
- 1111—1119 : Балдуїн VII Сокира (бл. 1093—1119), син попереднього.

## Династія Естрідсенів
- 1119—1127 : Карл I Добрий (бл. 1083—1127), онук Роберта I, син Кнуда IV, короля Данії.

## Нормандська династія
- 1127—1128 : Вільгельм (1101—1128), правнук Балдуїна V, син Роберта Куртгьоза, герцога Нормандії.

## Ельзаськадинастія
| №  | Правитель & Співправитель  | Роки правління                             | Роки життя                              | Герб | Примітки |
| -- | -------------------------- | ------------------------------------------ | --------------------------------------- | --- | --- |
| 15 | Теодоріх                   | 28 липня 1128 — 17 січня 1168 (39 років)   | бл. 1100 — 17 січня 1168 (бл. 68 років) | | Онук Роберта I. Син Теодоріха II (герцога Верхньої Лотарингії) та його другої дружини Гертруди Фландрської. Ставши графом, Теодоріх досить швидко відновив добробут Фландрії, спустошену міжусобною війною, і налагодив добрі стосунки як з містами, так і з фландрською знаттю. Незважаючи на васальну присягу, принесену королю Франції, Теодоріх підтримував тісні відносини з королем Англії, а також з імператорами Священної Римської імперії. |
| 16 | Філіпп I                   | 17 січня 1168 — 1 червня 1191 (23 роки)    | 1143 — 1 червня 1191 (47/48 років)      | | граф-консорт Вермандуа і Валуа граф Вермандуа (Філіпп I) граф Валуа (Філіпп I) Син Теодоріха I та його другої дружини Сибіли Анжуйської. Час його правління вважається вершиною графської влади в Фландрії. Політика Філіппа характеризується сильною урбанізацією. Він перетворив графство на сучасну державу, внісши докорінні зміни в судовій галузі (оновлення кримінального законодавства, визначення судових службовців). Він підтримує низку чудових економічних ініціатив, таких як заснування портів Гравлін, Ньївпорт, Дамме та Бірвлет. Філіпп був грамотним правителем, його двір став важливим культурним центром. Він був покровителем Кретьєна де Труа, який присвятив йому свою останню роботу «Повість про Ґрааль». Граф багато подорожує, але, як правило, проживає у замку Вінендале разом зі своїм двором. У 1180 році в Генті, на місці колишнього замку Балдуїна I, Філіпп збудував Грейвенстін (замок графів Фландрії), а Гент почав розвиватися як столиця графства. Філіпп перебував у збройному конфлікті з французьким королем Філіппом II. Незважаючи на дорогу війну та перемогу французького короля, Фландрія не зупинила свого економічного підйому (про що свідчить кількість громадських статутів, які підписав граф). Коли Філіпп помер, графство перебувало в стані безпрецедентного процвітання. |
| 17 | Маргарита I & Балдуїн VIII | 1 червня 1191 — 15 листопада 1194 (3 роки) | 1145 — 15 листопада 1194 (48/49 років)  | графиня-консорт Ено маркграфиня-консорт Намюру Дочка Теодоріха I та його другої дружини Сибіли Анжуйської. Філіпп I помер під час Третього хрестового походу, оскільки в нього не було законних дітей, Фландрію успадкувала його сестра Маргарита. Король Франції Філіпп II, який заздрить спадкоємцям Фландрії, старається приховати смерть Філіппа I, до свого повернення до Франції. Новина про смерть графа швидко поширилась, тому Маргарита разом зі своїм чоловіком, негайно вирушили до Фландрії щоб заволодіти нею. Їх добре зустрічають у містах Фландрії, за винятком Генту, де проживала вдова Філіппа Тереза Португальська, яка не хотіла покидати Фландрію. Конфлікт вдалось владнати за участі Реймського архієпископа Вільгельма Шампанського. | |

## Фландрськадинастія
| №  | Правитель & Співправитель         | Роки правління                               | Роки життя                                  | Герб | Примітки |
| -- | --------------------------------- | -------------------------------------------- | ------------------------------------------- | --- | --- |
| 18 | Балдуїн IX                        | 15 листопада 1194 — 11 липня 1205 (10 років) | липень 1171–1205/6 (бл. 34 роки)            | | Імператор Константинополя (Балдуїн I) Граф Ено (Балдуїн VI) Син Маргарити I та її другого чоловіка Балдуїна VIII. Учасник Четвертого хрестового походу. Будучи благочестивим та популярним серед хрестоностів, був обраний першим імператором Константинополя. Посварившись з болгарським царем Калояном, 14 квітня 1205 року латиняни зазнали поразки в битві під Адріанополем. Балдуїн потрапив в полон до болгар. І помер в увязненні в 1205/6 році в Тирново, Болгарія. Оскільки його тіло не було знайдено, в майбутньому зявлялись самозванці які видавали себе за покійного імператора. |
| 19 | Іоанна & Фердинанд I Томас I      | 11 липня 1205 — 5 грудня 1244 (39 років)     | 1194/1200 — 5 грудня 1244 (бл. 44/50 років) | Графиня Ено (Іоанна) Дочка Балдуїна IX та його дружини Марії Шампанської. Іоанна проводила політику, сприятливу для економічного розвитку своїх графств, і надавала численні франшизні статути фламандським містам. Вона зіграла важливу роль у розвитку різномарнітних орденів. За її правління роль жінки була переосмислена, піднявши місце жінки в суспільстві та в церкві. | |
| 20 | Маргарита II & Вільгельм II Гвідо | 5 грудня 1244 — 29 грудня 1278 (34 роки)     | 2 червня 1202 — 10 лютого 1280 (77 років)   | Графиня Ено (Маргарита I) Дочка Балдуїна IX та його дружини Марії Шампанської. Сестра Іоанни. Правила спільно з старшим сином від другого шлюбу Вільгельмом, а після його смерті з другим синон Гвідо. Правління Маргарити було затьмарене боротьбою її дітей від двох шлюбів за спадок. В конфлікт втрутився французький король Людовик XI, який надає права на Фландрію дітям Маргарити від другого шлюбу, а на графство Ено дітям від першого. Незважаючи на розподіл майна, між її дітьми та їх потомками, ще не раз спалахували сутички. 29 грудня 1278 зреклася графського трону і перебралась у Ено, де була графинею до самої смерті. | |

## ДинастіяДамп'єрр
| №  | Портрет | Правитель     | Роки правління | Роки життя                                 | Герб | Примітки |
| -- | ------- | ------------- | --- | ------------------------------------------ | --- | --- |
| 21 |         | Гвідо         | 1253 — 29 грудня 1278 (24/25 років) Як співправитель 29 грудня 1278 — 7 березня 1305 (26 років) Одноосібно (51/52 роки) Загалом | бл. 1226 — 7 березня 1305 (бл. 79 років)   | | Граф-співправитель Фландрії (Гвідо I) Маркграф-співправитель Намюру (Гвідо I) Сеньйор-консорт Бетюна Син Маргарити II та її другого чоловіка Вільгельма II (сеньйора Дамп'єрра). Його молодість була ознаменована братовбивчою війною між Дамп'єррами та Авенами (єдиноутробними братами Гвідо) за успадкування графств Ено та Фландрії. Внаслідок якої був убитий його старший брат Вільгельм, що зробило Гвідо спадкоємцем Фландрії. Був свівправителем матері. Супроводжував французького короля Людовика IX у Восьмому хрестовому поході. Продовжив політику своїх попередників направлену на розвиток промисловості та торгівлю шерсті з Англією.            |
| 22 |         | Роберт III    | 7 березня 1305 — 17 вересня 1322 (17 років)                                                                                     | 1249 — 17 вересня 1322 (72/73 роки)        | Сеньйор Бетюна (Роберт VIII) Граф-співправитель Невера (Роберт I) Син Гвідо I та його першої дружини Матильди I (сеньйори Бетюна). Мав прізвисько «Лев Фландрії». Більшу частину свого правління провів у боротьбі проти Франції та роду Авенів. Підписав Атісський мирний договір з французами, який спровокував численні повстання у Фландрії. | |
| 23 |         | Людовик I     | 17 вересня 1322 — 26 серпня 1346 (23 роки)                                                                                      | 1304 — 26 серпня 1346 (41/42 роки)         | Граф Невера (Людовик II) Граф Ретеля (Людовик I) Онук Роберта III та його другої дружини Іоланди I (графині Невера). Син Людовика I (графа Невера) та його дружини Іоанни I (графині Ретеля). Політика Людовика була орієнтована на Францію. При ньому Фландрія фактично стала французькою провінцією, васалом якої він був. Він закінчив довгу династичну війну з графами Еноськими через Зеландію, уклавши 6 березня 1323 договір, за яким Західна Зеландія відійшла Вільгельму I (графу Ено), а інша частина — Фландрії. В 1325 його піддані повстали, в результаті чого Людовик був змушений втекти до Франції. Повернувся він до влади тільки в 1328 році за підтримки французької армії. Він продовжував дотримуватися профранцузької політики, коли в 1336 король Англії Едуард III наклав ембарго на експорт вовни у Фландрію, в результаті чого суконна промисловість опинилася на межі розвалу. Фламандські торговці міст Гент, Брюгге і Іпр об'єдналися під проводом Якоба ван Артевелде і вступили в союз з Англією. В результаті якої в 1339 Людовик був вигнаний з Фландрії. Після початку Столітньої війни Людовик бився проти англійців в рядах французької армії. Він загинув 26 серпня 1346 в битві при Кресі. | |
| 24 |         | Людовик II    | 26 серпня 1346 — 30 січня 1384 (37 років)                                                                                       | 26 жовтня 1330 — 30 січня 1384 (53 роки)   | Пфальцграф Бургундії (Людовик I) Граф Артуа (Людовик II) Граф Невера (Людовик III) Граф Ретеля (Людовик II) Син Людовика I та його дружини Маргарити I (пфальцграфині Бургундії). Людовик зміцнював централізовану державну владу, фінансову і судову системи. Адміністративна політика графа значною мірою підготувала майбутні дії бургундських герцогів: для того, щоб врівноважувати владу міст, він приєднав до трьох «Членів» Фландрії четверту — Брюгге, кампанії блюда, коли країна оточила порт. Він розділив Раду (Курію) на спеціалізовані органи (майбутня дорадча кімната суддів, судове засідання ради), Рада тепер ставала органом політичних справ, відокремлена від особи графа. Були також створені нові посади: судовий правитель, загальний збирач і генеральний прокурор. Граф оточив себе юристами. Останні роки правління були відзначені поновленням протистояння з городянами та повстаннями. | |
| 25 |         | Маргарита III | 30 січня 1384 — 16 березня 1405 (21 рік)                                                                                        | 13 квітня 1350 — 16 березня 1405 (54 роки) | | Пфальцграфиня Бургундії (Маргарита II) Графиня Артуа (Маргарита II) Графиня Невера (Маргарита I) Графиня Ретеля (Маргарита I) Герцогиня-консорт Бургундії (двічі) Пфальцграфиня-консорт Бургундії Графиня-консорт Оверні, Булоні та Артуа. Дочка Людовика II та його дружини Маргарити Брабантської. Вдова Філіппа I. Вдруге вийшла заміж за Філіппа II (герцога Бургундії). Згідно хронікам, Маргарита не володіла привабливою зовнішністю. Коли Карл VI (король Франції) збожеволів, Маргарита з чоловіком постійно проживали в Парижі. Будучи «жорстокою і зарозумілою дамою», з допомогою Королівської Ради здобула владу над королевою Ізабеллою Баварською. |

## ДинастіяВалуа
| №  | Портрет | Правитель | Роки правління                               | Роки життя                                  | Герб | Примітки |
| -- | ------- | --------- | -------------------------------------------- | ------------------------------------------- | ---- | --- |
| 26 |         | Іоанн I   | 16 березня 1405 — 10 вересня 1419 (14 років) | 28 травня 1371 — 10 вересня 1419 (48 років) |      | Герцог Бургундії (Іоанн I) Пфальцграф Бургундії (Іоанн I) Граф Артуа (Іоанн I) Граф Шароле (Іоанн III) Син Маргарити III та її другого чоловіка Філіппа II (герцога Бургундії). Продовжив політику свого батька. Він не зміг зайняти місце свого батька в Королівській Раді, яка керувала Францією, під час душевної хвороби французького короля Карла VI. Це спонукало Іоанна на вбивство свого двоюрідного брата та суперника Людовика I (герцога Орлеанського). Вбивство брата короля, втягує Францію у громадську війну між арманьяками та бургундцями, які змагались за регентство. Цей конфлікт спонукає короля Англії Генріха V поновити Столітню війну, та скористатися можливістю заявити свої права на французький престол. В 1419 намагаючись примиритись з арманьяками, щоб відбити англійський наступ, був убитий на мосту Монтеро, за наказом спадкоємця французького перстолу Карла. Смерть Іоанна спонукає його сина та наступника Філіппа перейти на сторону Англії.                                    |
| 27 |         | Філіпп II | 10 вересня 1419 — 15 червня 1467 (47 років)  | 31 липня 1396 — 15 червня 1467 (70 років)   |      | Герцог Бургундії (Філіпп III) Герцог Брабанту (Філіпп II) Герцог Люксембургу (Філіпп I) Пфальцграф Бургундії (Філіпп II) Граф Артуа (Філіпп II) Граф Голландії (Філіпп I) Граф Зеландії (Філіпп I) Граф Ено (Філіпп I) Граф Понтьє (Філіпп I) Маркграф Намюру (Філіпп IV) Маркграф Антверпена (Філіпп III) Син Іоанна I та його дружини Маргарити Баварської. Грав ключову роль в кінці Столітньої війни. Об'єднався з Англією, прагнучи помститись за вбивство свого батька, це призвело до підписання Труаського договору, який зробив Генріха V (короля Англії) спадкоємцем французького престолу. Завдяки сильній інтервенціоністській політиці Філіппу вдалося значно розширити свої влолодіння, скуповуючи та успадковуючи нові землі. Був одним із найбагатших і наймогутніших аристократів свого часу. При Філіппові Бургундський двір став художнім та культурним центром Європи. Неодноразово виявляв своє бажання піти у хрестовий похід. У 1430 році він заснував престижний лицарський орден Золотого Руна. |
| 28 |         | Карл II   | 15 червня 1467 — 5 січня 1477 (9 років)      | 10 листопада 1433 — 5 січня 1477 (43 роки)  |      | Герцог Бургундії (Карл I) Герцог Брабанту (Карл I) Герцог Люксембургу (Карл II) Герцог Гелдерна (Карл I) Пфальцграф Бургундії (Карл I) Граф Артуа (Карл I) Граф Голландії (Карл I) Граф Зеландії (Карл I) Граф Ено (Карл I) Граф Понтьє (Карл II) Граф Цютфена (Карл I) Маркграф Намюру (Карл I) Маркграф Антверпена (Карл I) Син Філіппа II та його третьої дружини Ізабелли Португальської. Його правління було ознаменоване постійною контрфронтацією зі своїм чотириюрідним братом Людовиком XI (королем Франції), оголошенням незалежності від Франції, та зближенням зі Священною Римською імперією. Прагнув об'єднати всі свої володіння в одне незалежне королівство, але зіштохнувся з сильною опозицією, і згодом був убитий в Битві під Нансі. |
| 29 |         | Марія I   | 5 січня 1477 — 27 березня 1482 (5 років)     | 13 лютого 1457 — 27 березня 1482 (25 років) |      | Герцогиня Бургундії (Марія I) Герцогиня Брабанту (Марія I) Герцогиня Люксембургу (Марія I) Герцогиня Гелдерна (Марія II) Пфальцграфиня Бургундії (Марія I) Графиня Артуа (Марія I) Графиня Голландії (Марія I) Графиня Зеландії (Марія I) Графиня Ено (Марія I) Графиня Цютфена (Марія II) Маркграфиня Намюру (Марія I) Маркграфиня Антверпена (Марія I) Дочка Карла II та його другої дружини Ізабелли Бурбон. Перша дружина майбутнього імператора СРІ Максиміліана I. У віці 19-ти років стала на чолі своїх володінь, ослаблених боротьбою її батька за незалежність. Більшу частину свого правління провела в боротьбі проти короля Франції, захищаючи свої права на спадщину батька. Допомогу їй надавала мачуха Маргарита Йоркська. |

## Династія Габсбургів
- 1482—1506 : Філіпп III (1478—1506), король Кастилії (з 1504), герцог Бургундії тощо, син Марії I;
- 1506—1555 : Карл V (1500—1558), імператор Священної Римської імперії (1519—1556), король Іспанії (1516—1556), ерцгерцог Австрії, герцог Штирії, Каринтії та Крайни, граф Тіролю (1519—1521), герцог Бургундії тощо, син попереднього;
- 1555—1598 : Філіп IV (1527—1598), король Іспанії (з 1556), король Португалії, герцог Бургундії тощо, син попереднього;
- 1598—1621 : Ізабелла Клара Євгенія (1566—1633), герцогиня Брабанта, Лімбурга, Гелдерна й Люксембурга, графиня Бургундії, Артуа, Геннегау, маркграфиня Намюра, дочка попереднього;
- 1621—1665 : Філіпп V (1605—1598), король Іспанії, герцог Брабанта тощо (з 1621), король Португалії (1621—1640), онук Філіпа II;
- 1665—1700 : Карл II (1661—1700), король Іспанії, герцог Брабанта тощо, син попереднього.

## Династія Бурбонів
- 1700—1713 : Філіп VI (1683—1746), король Іспанії, король Неаполя й Сицилії, герцог Брабанта тощо, правнук Філіпа V.
- 1713: передача Фландрії австрійській гілці Габсбургів за Утрехтською угодою.

## Династія Габсбургів
- 1713—1740 : Карл VI (1685—1740), імператор Священної Римської імперії, король Угорщини й Чехії, ерцгерцог Австрії, герцог Брабанта тощо, правнук Філіпа IV;
- 1740—1780 : Марія Терезія (1717—1780), королева Угорщини й Чехії, ерцгерцогиня Австрії, герцогиня Брабанта тощо, дочка попереднього;
  - 1741—1765 : Франц I (1708—1765), імператор Священної Римської імперії, великий герцог Тоскани, чоловік попередньої;
- 1780—1790 : Йосип II (1741—1790), імператор Священної Римської імперії, король Угорщини й Чехії, ерцгерцог Австрії, герцог Брабанта тощо, син попередніх.

- 1795: Фландрію анексовано Францією;
- 1815: Фландрія увійшла до складу королівства Нідерланди;
- 1831: Фландрія увійшла до складу королівства Бельгія.

## Графи Фландрські у сучасну добу

### Саксен-Кобург-Готська династія
- 1840—1905 : Філіп Бельгійський (1837—1905), принц Бельгії, син Леопольда I, короля Бельгії;
- 1905—1909 : Альберт I (1875—1934), король Бельгії (з 1909), син попереднього;
- 1910—1983 : Карл Бельгійський (1903—1983), принц Бельгії, регент Бельгії (1944—1950), син попереднього.